# Енн Ширлі
Енн Ширлі (англ. Anne Shirley, уроджена Дон Евелін Пері (англ. Dawn Evelyeen Paris); 17 квітня 1918 — 4 липня 1993) — американська акторка, номінантка на премію «Оскар» у 1937 році.

## Біографія
Дон Евелін Пері народилася в Нью-Йорку в 1918 році і почала акторську кар'єру ще в п'ятирічному віці. На перших етапах кар'єри вона також була відома під ім'ям Дон О'Дей (англ. Dawn O'Day). У 1934 році, після ролі Енн Ширлі у фільмі «Енн із зелених дахів», вона взяла собі псевдонім героїні. У 1937 році за роль у фільмі «Стелла Даллас» Енн Ширлі була номінована на премію «Оскар» за найкращу жіночу роль другого плану. Надалі вона знялася у фільмах «Беззмінне чергування вночі» (1940), «Диявол і Деніел Вебстер» (1941), «Бомбардир» (1943) та інших кінокартин. Останнім фільмом за її участю став нуар 1944 «Це вбивство, моя люба», після якого вона залишила зйомки в кіно.
Першим чоловіком Енн Ширлі був актор Джон Пейн (1937—1943), від якого вона народила доньку Джулі Пейн, яка згодом теж стала акторкою. Її другим чоловіком був Едріан Скотт, шлюб із яким продовжився з 1945 по 1948 рік. Третім та останнім став племінник акторки Меріон Дейвіс Чарльз Ледерер. Шлюб тривав з 1946 року до його смерті у 1976 році.
Енн Ширлі померла у 1993 році від раку легенів у Нью-Йорку у віці 75 років. За свій внесок у розвиток кіноіндустрії вона була удостоєна зірки на Голлівудській алеї слави.

## Вибрана фільмографія
- 1923 — Іспанська танцівниця / The Spanish Dancer
- 1927 — Каллахан і Мерфі / The Callahans and the Murphys
- 1928 — Чотири дияволи / Four Devils
- 1932 — Емма
- 1932 — Распутін та імператриця